# Тенетинка
Тенетинка (також Попів) — річка в Україні, у Смілянському районі Черкаської області. Права притока Тясмину (басейн Дніпра).

## Назва
На карті Боплана середини 17 століття річка позначена як Temieteka.
На «Карте графства Смелянского светлейшего князя Потемкина-Таврического Григория Александровича» 1787 року річка позначена як Тенетинка з однойменним селом на ній.
У Географічному словнику Королівства Польського та інших слов'янських теренів, виданому наприкінці 19 століття окрім назви Popow подаються назви Typinka та Topinka (Типінка та Топінка). У «Статистическом описании Киевской губернии» Івана Фундуклея 1852 року також міститься назва Топівка.

## Опис
Довжина річки приблизно 8,3 км.

## Розташування

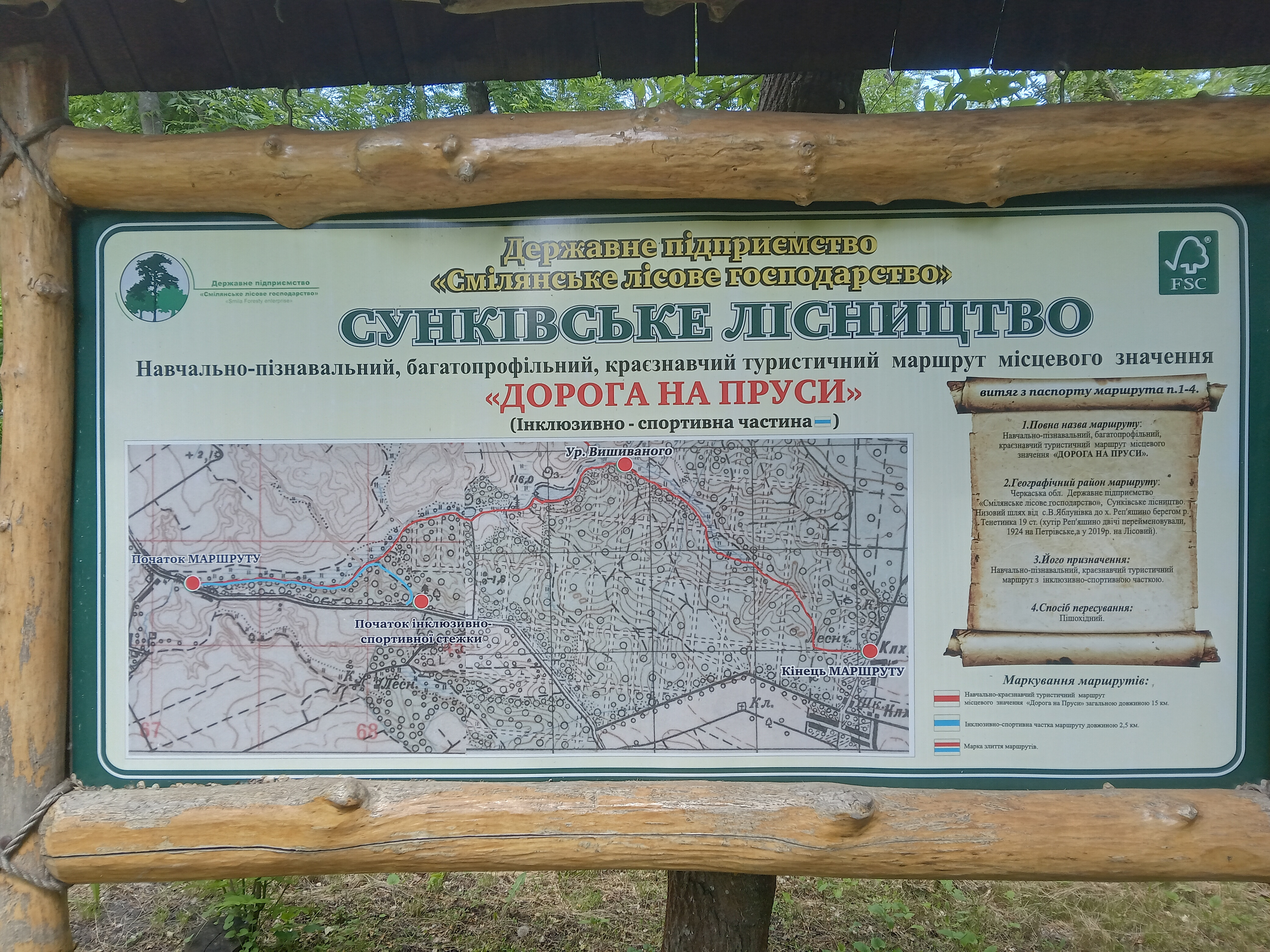
Банер туристичної стежки "Дорога на Пруси"

Бере початок на південно-західній стороні від села Шевченка. Тече переважно на південний захід і у Великій Яблунівці впадає у річку Тясмин, праву притоку Дніпра.
Річку перетинають автошлях Н01 Київ — Знам'янка і електрифікована лінія залізниці Імені Тараса Шевченка — Чорноліська. На 400 метрів південніше гирла р. Попів знаходиться зупинний пункт Велика Яблунівка.

## Рекреація
Вздовж лівого берега річки лісівниками Сунківського лісництва прокладено туристичний маршрут «Дорога на Пруси».